# Deutsche Meisterschaft im Straßenrennen 1968 (Amateure)
Die Deutsche Meisterschaft im Straßenrennen der Amateure 1968 wurde am 28. Juli in Düren in Nordrhein-Westfalen ausgetragen. Startberechtigt waren die Amateure mit einer Lizenz des Bundes Deutscher Radfahrer. Die Strecke war 208 Kilometer lang. Sieger wurde Burkhard Ebert.

## Rennverlauf
Gefahren wurde auf einem bergigen Rundkurs durch die Eifel, der Steigungen von bis zu 12 Prozent hatte. Die Schleife wurde dreimal absolviert. Zu Beginn der dritten Runde setzten sich Ortwin Czarnowski, Dieter Koslar und Burkhard Ebert von der Hauptgruppe ab und kamen im Ziel mit fast zwei Minuten Vorsprung an. Den Zielsprint gewann Ebert.

## Ergebnis
|     | Fahrer            | Verein                | Zeit (h)       |
| --- | ----------------- | --------------------- | -------------- |
| 01. | Burkhard Ebert    | NRVg Luisenstadt      | 5:08:45        |
| 02. | Dieter Koslar     | PSV Köln              | gl. Zeit       |
| 03. | Ortwin Czarnowski | BRC Zugvogel 1901     | gl. Zeit       |
| 04. | Jürgen Tschan     | RRC Endspurt Mannheim | + 1:49 Minuten |
| 05. | Andreas Troche    | RRV Hameln            | gl. Zeit       |
| 06. | Jürgen Walter     | RRC Endspurt Mannheim | + 4:40 Minuten |
| 0 … |                   |                       |                |